# Скарга, Пётр
Пётр Ска́рга или Повенский или Павенский (пол. Piotr Skarga (Powęski); 2 февраля 1536, Груец в Мазовше, Польша — 27 сентября 1612, Краков) — католический теолог, писатель

, деятель контрреформации в Речи Посполитой, первый ректор Виленского университета.

## Биография
Настоящее имя Пётр Повенский (Piotr Powenski). Отец — Михаил Скарга, мельник. Мать — Анна Скарга в девичестве — Свиентковская. В 1552—1555 годах учился в краковской академии, затем в Вене и Риме, где в 1564 году вступил в орден иезуитов. По возвращении (1571) занимался проповедничеством, учреждением благотворительных заведений и новых иезуитских коллегий в Полоцке, Риге, Дерпте.

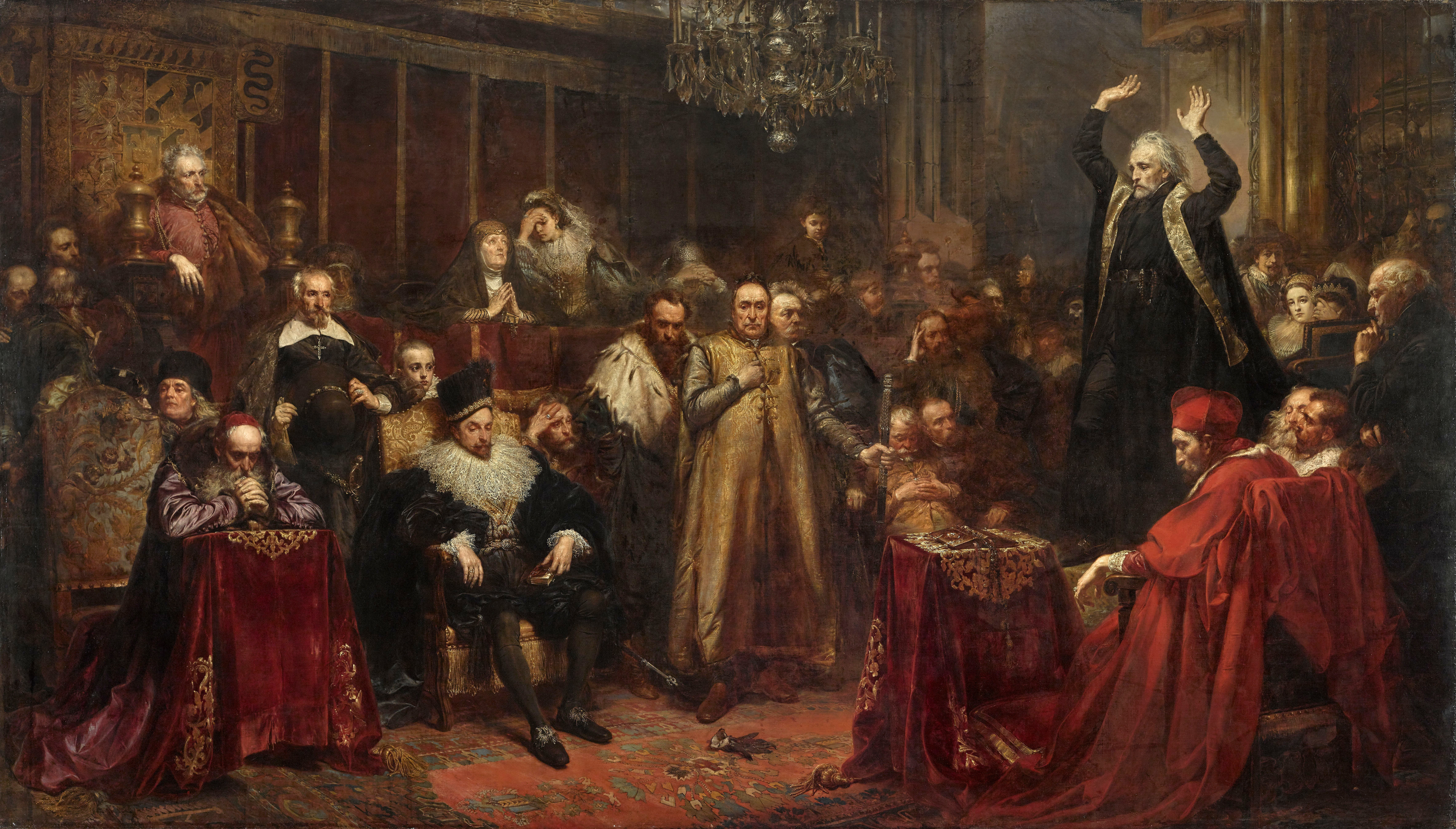
Ян Матейко. Проповедь Скарги

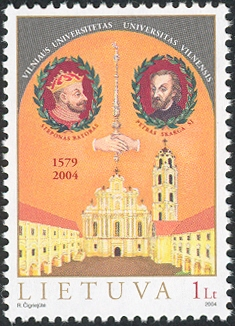
Стефан Баторий, Пётр Скарга и Вильнюсский университет на марке Литвы 2004 года

## Виленский период
В 1573—1584 годах жил в Вильне. В 1574—1579 годах возглавлял виленскую иезуитскую коллегию. В 1579—1584 годах был первым ректором виленской Академии и университета (Almae Academia et Universitas Vilnensis Societatis Jesu), из которой впоследствии вырос Вильнюсский университет.

## Придворный проповедник
С 1588 года был придворным проповедником короля Сигизмунда III Ваза, который ценил его за выдающийся дар красноречия. Стал сторонником ограничения власти Сейма и расширения властных полномочий короля. В речах и текстах клеймил пороки шляхты. Выступал против принятия Сигизмундом III короны Швеции.
Полагая, что религиозный союз устранит обособленность и враждебность между православными и католиками, создаст условия для развития науки и народного просвещения и укрепит внутреннее единство и политическое могущество Речи Посполитой, стал одним из инициаторов Брестской Церковной унии (1596).

## Творчество
Стиль Скарги характеризуют как ораторский и богато орнаментированный, с изысканной конструкцией и вплетением современных автору польских событий в прозу, подражающую библейским книгам пророков. Повествователь выступает в его текстах провидцем и пророком, стоящим на страже традиционных и национальных ценностей.
К образу Скарги как вдохновенного национального пророка обращались польские поэты-романтики Адам Мицкевич и Циприан Норвид, а также польский художник Ян Матейко.

## Произведения
- Żywoty świętych (1579; «Жития святых», 8 изданий при жизни автора) Том 1 (Январь — Июнь) 1862 год Том 2 (Июнь — Декабрь) 1862 год
- Kazania sejmowe (1597: «Сеймовые речи», в действительности не произносились) Издание 1857 год
- Żołnierskie nabożeństwo (1618)
- «О единстве церкви Божией и об отступлении греков от единства, с предостережением и наставлением народам русским.»(1577)
- «О заблуждениях русских и причинах, по которым Греция отделилась от Римской Церкви»(1582)